# AppleWorks
AppleWorks è il nome di due suite di software per l'ufficio. La prima è stata pubblicata da Apple Computer nel 1984 per il personal computer Apple II, anche in versione italiana con titolo Tre per te, mentre la seconda è stata pubblicata da Claris, all'epoca la divisione software di Apple, nel 1991 originariamente come ClarisWorks, inizialmente per i computer della serie Macintosh e successivamente anche per i sistemi Windows. La seconda suite è stata poi aggiornata per girare su mac OS X ed è rimasta in commercio fino al 2007, quando è stata sostituita definitivamente da iWork.

## AppleWorks per Apple II
La suite fu originariamente sviluppata da Rupert Lissner per l'Apple IIe. Essa era composta da un programma di videoscrittura, uno di disegno ed un foglio elettronico riuniti in un unico software. La suite fu acquistata da Apple e messa in commercio nel 1984 risultando fin da subito uno dei programmi più venduti per l'Apple II grazie alla sua innovativa interfaccia utente: a differenza dei precedenti programmi che richiedevano all'utente di inserire i comandi dalla riga di comando, essa utilizzava un sistema basato su un tipo di menu che sfruttava il paradigma delle linguette delle cartelle di un archivio cartaceo per mostrare all'utente in quale sottomenu si trovasse in ogni momento. L'utente scorreva fra le voci presenti in ogni sottomenu con i tasti cursore e selezionava quella di interesse con il tasto "RETURN", mentre con il tasto "ESC" tornava al livello precedente del menu. Esisteva anche il concetto di "desktop" (testuale, non grafico come nel Macintosh) un'area dove erano posizionati i file creati dall'utente, e quello degli appunti (la "clipboard"), usati per scambiare i dati tra i vari programmi della suite.La versione 2.0 fu rilasciata nel mese di settembre del 1986. Nel 1987 Apple separò la divisione software creando la controllata Claris, a cui passò i diritti della suite. Con la creazione di Claris la suite, fino ad allora ignorata da Apple nonostante i forti volumi di vendita, iniziò finalmente ad essere pubblicizzata adeguatamente. La diffusione della suite portò anche alla nascita di diversi "addon", software sviluppati da terzi il cui codice veniva aggiunto a quello di AppleWorks per estenderne le funzionalità. Uno dei più fortunati fu TimeOut, sviluppato da Beagle Bros, che era un vero e proprio motore per la gestione di addon: esso offriva agli sviluppatori una piattaforma unificata per la creazione delle proprie modifiche e metteva fine al problema della compatibilità fra i vari addon installati e fra gli addon e la stessa suite per cui alle volte questa andava in crash. In seguito, Beagle Bros fu contattata da Claris per lavorare ad un aggiornamento di AppleWorks: la versione 3.0, sviluppata da Beagle Bros., fu pubblicata nel 1989. Successivamente Beagle Bros. iniziò a manifestare più interesse per lo sviluppo di applicazioni per il Macintosh, lasciando fermo lo sviluppo di AppleWorks, ed anche Claris non mostrò più interesse nell'aggiornare la suite. Quality Computers si interessò alla suite, contattò Claris ed ottenne i diritti per poter aggiornare e commercializzare AppleWorks: la versione 4.0 fu pubblicata alla fine del 1993. Le vendite della versione 4 andarono bene, tanto da spingere Quality Computers ad aggiornare ancora la suite alla versione 5.0 alla fine del 1994. L'ultima versione di AppleWorks per Apple II fu la 5.1, messa in commercio nel 1995.

### AppleWorks GS
Nonostante AppleWorks potesse funzionare anche sui nuovi Apple IIGS, la suite girava su questo computer come sui precedenti modelli, vale a dire in modalità testuale e senza la possibilità di utilizzare nessuna delle capacità del suo sistema operativo, ossia il mouse, la possibilità di accedere ad un ambiente grafico, la possibilità di passare da un programma all'altro in maniera semplice. Per ovviare a questo Claris acquistò da StyleWare i diritti di una suite per ufficio che la società aveva sviluppato per l'Apple IIGS denominata GSWorks, che mise in vendita nel 1988 con alcune modifiche ed adattamenti con il nome di AppleWorks GS. Quando Quality Computers acquisì i diritti di AppleWorks nel 1993, questa ottenne anche quelli di AppleWorks GS: la società sperava di aggiornare facilmente la suite per metterne in vendita una nuova versione in breve tempo. Ciò che i programmatori di Quality Computers si trovarono di fronte fu invece un codice sorgente pieno di errori, documentato in maniera incompleta e che non era compilabile nella sua forma originale ma solo rimuovendo alcune sue parti e modificandone altre. Anche così i file che AppleWorks GS salvava non erano identici a quelli generati dalla versione 1.1 della suite che era stata rilasciata in precedenza da Claris. Essi giunsero quindi alla conclusione che la suite era stata compilata una parte alla volta e che poi i risultanti file binari fossero stati unificati per creare l'eseguibile finale. La suite, nelle condizioni in cui era, non era aggiornabile e risultava più semplice riscriverla da capo. I vertici della società esclusero quella possibilità perché troppo costosa e nel mese di luglio del 1994 annunciarono che il progetto AppleWorks GS 2.0 era stato cancellato.

## ClarisWorks/AppleWorks per Mac OS, OS X e Windows
Nel 1991 Claris rilasciò ClarisWorks, una suite di programmi per i sistemi Mac OS capace di sfruttare l'interfaccia grafica dei computer della serie Macintosh. La suite era composta da un programma di videoscrittura, un programma di disegno, un programma grafico, un programma per realizzare presentazioni, un database, un foglio elettronico e un emulatore di terminale per le comunicazioni. Tutti i programmi erano progettati per lavorare in maniera congiunta: per esempio il programma di videoscrittura poteva importare una tabella dal foglio elettronico e manipolarla come se fosse ancora nel foglio elettronico. Il programma di disegno poteva importare del testo dal programma di videoscrittura senza perderne la formattazione. Un'idea comune è che i programmi della suite ClarisWorks siano derivati dai programmi Claris come MacWrite e MacDraw che la società già vendeva. Questa idea è sbagliata dato che inizialmente la suite venne sviluppata dai programmatori Bob Hearn e Scott Holdaway e in seguito Claris acquisì dagli sviluppatori la suite e la rese simile stilisticamente ai suoi prodotti. Nel 1993 fu commercializzata una versione di AppleWorks per i sistemi Windows. Con la versione 3.0 di ClarisWorks vennero aggiunti gli assistenti, che erano delle componenti simili alle Wizard di Microsoft Office. Esistevano degli assistenti anche nelle versioni per Mac OS X. La versione 3.0 fu l'ultima a girare sui computer basati sulla CPU Motorola 68000 ed il System 6: a partire dalla versione 4.0 i requisiti minimi erano una CPU Motorola 68020 ed il System 7. A metà degli anni '90 del XX secolo iniziarono alcuni problemi tra la società Claris ed i suoi programmatori che portarono diversi di questi a lasciare la società. Nel 1998 la situazione divenne sempre più complessa ed Apple decise di riassorbire le proprietà intellettuali ed i sorgenti di quasi tutti i programmi che erano venduti da Claris, compresi molti dei programmatori rimasti. In seguito a questo riassorbimento, la suite fu rinominata AppleWorks. Le ultime versioni non includevano il programma terminale. La suite fu anche riscritta usando le librerie Carbon per rendere i programmi compatibili con il nuovo sistema Mac OS X. AppleWorks supportava diverse lingue e diverse tastiere, ed era localizzato nelle lingue supportate da Apple.
L'ultima versione della suite è stata presentata nel 2004. A partire dal mese di agosto del 2007 la suite non è più acquistabile perché Apple ha deciso di sostituirla integralmente con la suite iWork, presentata nel 2005.